# Den Ny Kirkebog
Den Ny Kirkebog (DNK) er den hidtil største ændring af kirkebogsføringen. Ændringen skete i årene 2000-2004. Med ændringen gik man fra håndskrevne protokoller til elektronisk kirkebogsføring. Folkekirkens personregisterførere har siden da foretaget fødselsregistrering, navngivning og navneændring samt registrering af dødsfald direkte i CPR-registret. I Sønderjylland blev elektronisk registrering taget i brug 1. maj 2007, men her foregår registreringen hos kommunen.
For at der kan fortages en ændring i DNK, skal personen være verificeret (død undtaget), hvilket betyder, at CPR's oplysninger tjekkes og evt. rettes efter, hvad der står i den håndskrevne protokol.
Stort set alle personer født efter 1969 er blevet verificeret i forbindelse med overgangen til DNK. Forpligtelsen om verificering før overgang til DNK gjaldt også fødte for årene 1960-1969, og de fleste af disse er også blevet verificeret, men et mindre antal sogne mangler stadig mere end 10 år efter overgangen til elektronisk kirkebogsførelse fuldt ud at verificere fødslerne fra 1960 til 1969 - trods pålæg herom fra ombudsmanden.
Endvidere gælder det, at alle personer, der er hovedpersoner i en given hændelse, der skal registreres, skal være i besiddelse af et dansk personnummer, hvorfor der til stadighed er behov for at udtage et antal administrative personnumre, når de berørte personer ikke i forvejen er i besiddelse af et dansk personnummer.